# Psittacanthus amplexifolius
Psittacanthus amplexifolius là một loài thực vật có hoa trong họ Loranthaceae. Loài này được Engl. miêu tả khoa học đầu tiên năm 1897.